# 비바이시
비바이시(일본어: 美唄市)는 일본 홋카이도 중앙부에 있는 시로 소라치 종합진흥국 관내에 위치한다. 시명은 아이누어로 ‘까마귀 조개가 많이 서식하는 늪’을 의미하는 ‘피파오이’(ピパ・オ・イ, pipa-o-i)에서 유래한다.

## 지리
소라치 지방의 중앙부에 위치하고 시내를 남북으로 국도 12호선과 하코다테 본선이 평행해 종관한다. 지형은 국도 12호선을 경계로 동서로 나뉘고 이시카리강 동안을 따라 발달한 이사카리 평야인 서부에는 이시카리강의 하적호군인 호수와 늪이 점재하고 이탄으로 불리는 한랭지 특유의 습지가 많다. 동부는 유바리 산지에서 이어지는 구릉·산악지이며, 예전에는 이시카리 탄전의 일부로 풍부한 석탄을 생산하는 도내의 유수한 채탄지였다. 또 고슈나이 지구의 산악부에서는 암모나이트 화석이 발견된다.

## 역사
이시카리 탄전의 한 부분인 비바이 탄광은 예전에는 미쓰비시 광업·미쓰이 광산의 대규모 탄광 외에 중소규모 탄광도 다수 존재하여 도내 유수의 석탄 마을로 번창했다. 최성기인 1950년대의 인구는 9만 명 이상에 이르렀지만, 현재는 대부분이 폐광된 상태이다.
- 1890년 - 누마카이촌이 탄생했다.
- 1925년 - 정으로 승격해 누마카이정이 되었다.
- 1926년 - 비바이정으로 개칭했다.
- 1950년 - 시로 승격해 비바이시가 되었다.

## 교통

### 철도
- 홋카이도 여객철도 하코다테 본선

### 도로
- 도오 자동차도
- 국도 12호선

## 기후
| 비바이시의 기후                                              | 비바이시의 기후 | 비바이시의 기후 | 비바이시의 기후 | 비바이시의 기후 | 비바이시의 기후 | 비바이시의 기후 | 비바이시의 기후 | 비바이시의 기후 | 비바이시의 기후 | 비바이시의 기후 | 비바이시의 기후 | 비바이시의 기후 | 비바이시의 기후 |
| 월                                                           | 1월             | 2월             | 3월             | 4월             | 5월             | 6월             | 7월             | 8월             | 9월             | 10월            | 11월            | 12월            | 연간            |
| ------------------------------------------------------------ | --------------- | --------------- | --------------- | --------------- | --------------- | --------------- | --------------- | --------------- | --------------- | --------------- | --------------- | --------------- | --------------- |
| 역대 최고 기온 °C (°F)                                       | 8.5 (47.3)      | 9.0 (48.2)      | 13.6 (56.5)     | 25.2 (77.4)     | 32.6 (90.7)     | 33.2 (91.8)     | 35.6 (96.1)     | 35.6 (96.1)     | 32.4 (90.3)     | 25.6 (78.1)     | 20.0 (68.0)     | 13.9 (57.0)     | 35.6 (96.1)     |
| 일평균 최고 기온 °C (°F)                                     | −2.6 (27.3)     | −1.4 (29.5)     | 2.9 (37.2)      | 10.8 (51.4)     | 17.9 (64.2)     | 22.0 (71.6)     | 25.6 (78.1)     | 26.3 (79.3)     | 22.6 (72.7)     | 15.6 (60.1)     | 7.2 (45.0)      | −0.3 (31.5)     | 12.2 (54.0)     |
| 일일 평균 기온 °C (°F)                                       | −6.6 (20.1)     | −5.9 (21.4)     | −1.5 (29.3)     | 5.4 (41.7)      | 12.1 (53.8)     | 16.5 (61.7)     | 20.4 (68.7)     | 21.2 (70.2)     | 16.9 (62.4)     | 10.1 (50.2)     | 3.1 (37.6)      | −3.8 (25.2)     | 7.3 (45.2)      |
| 일평균 최저 기온 °C (°F)                                     | −12.4 (9.7)     | −12.1 (10.2)    | −6.9 (19.6)     | 0.1 (32.2)      | 6.8 (44.2)      | 12.2 (54.0)     | 16.6 (61.9)     | 17.1 (62.8)     | 11.8 (53.2)     | 5.0 (41.0)      | −1.1 (30.0)     | −8.5 (16.7)     | 2.4 (36.3)      |
| 역대 최저 기온 °C (°F)                                       | −29.6 (−21.3)   | −26.2 (−15.2)   | −22.4 (−8.3)    | −12.4 (9.7)     | −2.4 (27.7)     | 3.4 (38.1)      | 8.0 (46.4)      | 8.6 (47.5)      | 2.1 (35.8)      | −4.3 (24.3)     | −14.5 (5.9)     | −26.5 (−15.7)   | −29.6 (−21.3)   |
| 평균 강수량 mm (인치)                                        | 77.6 (3.06)     | 63.5 (2.50)     | 54.6 (2.15)     | 53.8 (2.12)     | 80.8 (3.18)     | 69.1 (2.72)     | 122.0 (4.80)    | 164.9 (6.49)    | 144.2 (5.68)    | 120.6 (4.75)    | 117.6 (4.63)    | 104.9 (4.13)    | 1,173.5 (46.20) |
| 평균 강설량 cm (인치)                                        | 203 (80)        | 156 (61)        | 107 (42)        | 13 (5.1)        | 0 (0)           | 0 (0)           | 0 (0)           | 0 (0)           | 0 (0)           | 1 (0.4)         | 77 (30)         | 216 (85)        | 766 (302)       |
| 평균 강수일수 (≥ 1.0 mm)                                     | 19.5            | 16.3            | 13.7            | 10.7            | 10.3            | 8.6             | 10.0            | 10.5            | 11.9            | 15.1            | 19.2            | 21.9            | 167.7           |
| 평균 강설일수 (≥ 3 cm)                                       | 19.9            | 17.3            | 12.9            | 1.8             | 0               | 0               | 0               | 0               | 0               | 0.1             | 6.8             | 19.7            | 78.5            |
| 평균 월간 일조시간                                           | 63.3            | 78.4            | 131.0           | 167.5           | 193.6           | 171.8           | 156.2           | 157.8           | 158.2           | 130.6           | 68.5            | 42.6            | 1,519.5         |
| 출처: 일본 기상청 (평년값: 1991년~2020년, 극값: 1977년~현재) |                 |                 |                 |                 |                 |                 |                 |                 |                 |                 |                 |                 |                 |